# Santa Catalina (Kolumbia)
Santa Catalina – miasto w Kolumbii, w departamencie Bolívar.